# Зерклинский сельсовет
Зерклинский сельсовет — сельское поселение в Шарлыкском районе Оренбургской области Российской Федерации.
Административный центр — село Зеркло.

## История
9 марта 2005 года в соответствии с законом Оренбургской области № 1919/356-III-ОЗ образовано сельское поселение Зерклинский сельсовет, установлены границы муниципального образования.

## Население
| 2010 | 2012 | 2013 | 2014 | 2015 | 2016 | 2017 |
| ---- | ---- | ---- | ---- | ---- | ---- | ---- |
| 451  | ↘433 | ↘404 | ↘402 | ↗410 | ↘406 | ↘396 |
| 2018 | 2019 | 2020 | 2021 |      |      |      |
| ↘387 | ↘379 | ↗380 | ↘376 |      |      |      |

## Состав сельского поселения
| № | Населённый пункт | Тип населённого пункта       | Население |
| - | ---------------- | ---------------------------- | --------- |
| 1 | Зеркло           | село, административный центр | 299       |
| 2 | Колычево         | село                         | 152       |